# 더 월 (2017년 영화)
《더 월》(The Wall)은 미국에서 제작된 더그 라이만 감독의 2017년 드라마, 스릴러, 전쟁 영화이다. 애런 존슨 등이 주연으로 출연하였고 데이빗 바티스 등이 제작에 참여하였다. 아마존 스튜디오에 의해 제작되었으며 2017년 5월 12일 로드사이드 어트랙션스에 의해 개봉되었다.

## 출연

### 주연
- 애런 존슨
- 존 시나

### 조연
- 레이스 너클리

## 기타
- 제작총괄: 레이 엔젤릭
- 미술: 제프 맨
- 의상: 신디 에반스
- 배역: 민디 마튼

## 개봉
더 월은 원래 2017년 3월 10일 로드사이드 어트랙션스에 의해 개봉될 예정이었다가 2017년 5월 12일로 미뤄졌다.